# Colom de Jobi
El colom de Jobi (Pampusana jobiensis) és una espècie d'ocell de la família dels colúmbids (Columbidae). Habita els boscos de la major part de Nova Guinea, Yapen, Manam, Karbar, i els Arxipèlags D'Entrecasteaux, Bismarck i Salomó.

## Taxonomia
Al començament, aquesta espècie es trobava inclosa en el gènere Gallicolumba i més tard aAlopecoenas (Sharpe, 1899), però l'any 2019 el nom del gènere es va canviar a Pampusana (Bonaparte, 1855), ja que aquest nom té prioritat.
Es reconeixen dues subespècies:
- P. j. jobiensis (Meyer,1875) - Nova Guinea, incloent-hi l'arxipèlag de D'Entrecasteaux (davant del sud-est de Nova Guinea) i l'arxipèlag de Bismarck.
- P. j. chalconota (Mayr,1935) - Vella Lavella i Guadalcanal (centre-oest i sud de les illes Salomó).